# Мирмелеонтоїди
Мирмелеонтоїди (Myrmeleontoidea) — надродина сітчастокрилих комах підряду Myrmeleontiformia. Містить близько 2500 видів. Включає аскалафів, мурашиних левів тощо.

## Класифікація
- Родина Ascalaphidae
- Родина Myrmeleontidae
- Родина Nymphidae

вимерлі
- Родина Araripeneuridae
- Родина Babinskaiidae
- Родина Brogniartiellidae
- Родина Cratosmylidae
- Родина Osmylopsychopidae
- Родина Nymphitidae
- Родина Palaeoleontidae
- Родина Pseudonymphidae
- Родина Rafaelianidae
- Родина Solenoptilidae
- insertae sedis
  - Рід Adelpholeon
  - Рід Burmitus
  - Рід Chrysoleonites
  - Рід Cretoleon
  - Рід Diodontognathus
  - Рід Electrocaptivus
  - Рід Mesoptynx
  - Рід Microsmylus